# Сінді Волтерс
Сінді Уолтерс (англ. Cindy Walters, нар. 17 червня 1963) — австралійська архітекторка і партнерка Walters Cohen в Лондоні, Англія.

## Біографія
Вона навчалася в Південній Африці до переїзду в Лондон у 1990 році, де вона працювала у Фостер та партнери.
Архітекторка Сінді Волтерс стала співзасновницею архітектурного бюро Walters & Cohen Architects, заснованого у 1994 році у Лондоні разом із Меган Коен. У 2012 році Сінді Волтерс і Меган Коен разом здобули премію «Жінка-архітектор року» Architects 'Journal. Вручаючи нагороду, суддя підкреслив «незмінну якість їхньої архітектури у поєднанні з духом практики», коментуючи їхню «активну участь у RIBA, а також у викладанні та складання іспитів в архітектурних школах». 70 % архітектурного персоналу Walters Cohen на момент вручення нагороди складали жінки.

## Роботи
Понад 50 шкіл Великобританії вирізняються неймовірним дизайном завдяки австралійці Сінді Волтерс:
- Newlands School, Brent — одна з перших шкіл у Великобританії, яку повністю спроєктувала жінка-архітектор.
- The Shrewsbury School's Hodgson Hall — сучасна, але водночас елегантна навчальна будівля з особливою увагою до деталей і простору для учнів.
- Bristol Royal Infirmary Sanctuary — особливий простір для відпочинку та роздумів у лікарні, створений для пацієнтів і працівників.

Walter's and Cohen були призначені на розробку зразкових шкільних прототипів для Департаменту освіти та професійної підготовки Тоні Блера у 2003 році та для фонду Scottish Futures Trust за шотландського уряду у 2012 році.
Крім цього, австралійка створила проект для банку Англії та музею Horniman в Лондоні. 